# Yoghurt (film)
Yoghurt är en novellfilm från 2010 i regi av Sanna Lenken. Den visades på Göteborg Film Festival i början av 2010 och på SVT den 17 och 19 juni samma år.

## Handling
En grupp människor har samlats i ett konferensrum för att diskutera yoghurt eftersom ett yoghurtföretag vill samla information om deras vanor och humör.

## Roller i urval
- Emil Almén – Jonas
- Jan Coster – Torsten
- Jennie Rydén – Anna
- Maria Selbing – Marianne